# Liste des mammifères à Saint-Marin

Carte topographique de Saint-Marin.

Localisation de Saint-Marin en Europe.

Cette liste commentée recense la mammalofaune à Saint-Marin. Elle répertorie les espèces de mammifères saint-marinais actuels et celles qui ont été récemment classifiées comme éteintes (à partir de l'Holocène, depuis donc 11 700 ans av. J.‑C.). Cette liste comporte 54 espèces réparties en huit ordres et 19 familles, dont sept sont « quasi menacées » (selon les critères de la liste rouge de l'UICN au niveau mondial).
Elle contient au moins six espèces introduites sur ce territoire, qui sont plus ou moins bien acclimatées. Il peut contenir aussi dans cette liste des animaux non reconnus par la liste rouge de l'UICN (aucun mammifère ici) et ils sont classés en « non évalué » : cela étant dû notamment au manque de données et à des espèces domestiques, disparues ou éteintes avant le XVIe siècle. Il n'existe pas à Saint-Marin d'espèces et de sous-espèces de mammifères endémiques.

## Statuts de la liste rouge de l'UICN
Les statuts de conservation utilisés par la liste rouge de l'UICN mondiale sont :
| (EX) | Éteint                  | Il n'y a pas le moindre doute sur le fait que le dernier spécimen recensé est mort.                                                                   |
| (EW) | Éteint à l'état sauvage | L'espèce est connue uniquement en captivité ou en tant que population naturalisée bien en dehors de son ancienne aire de répartition.                 |
| (CR) | En danger critique      | L'espèce risque prochainement de s'éteindre à l'état sauvage.                                                                                         |
| (EN) | En danger               | L'espèce fait face à un très gros risque d'extinction à l'état sauvage.                                                                               |
| (VU) | Vulnérable              | L'espèce fait face à un gros risque d'extinction à l'état sauvage.                                                                                    |
| (NT) | Quasi menacé            | L'espèce ne satisfait pas un ou plusieurs des critères prévus qui permettraient de la catégoriser, mais pourrait risquer de s'éteindre dans le futur. |
| (LC) | Préoccupation mineure   | Il n'y a pas de risque identifiable pour l'espèce. |
| (DD) | Données insuffisantes   | Il n'y a pas d'information adéquate qui permettraient de faire une évaluation des risques pour cette espèce.                                          |
| (NE) | Non évalué              | L'espèce n'a pas encore été confrontée aux critères précédents, n'est pas reconnue par l'UICN ou bien s'est éteinte avant le XVIe siècle.             |

## Ordre:Primates

### Famille:Hominidés
| Nom binominal, nom vulgaire et citation d'auteurs | Nom vulgaire italien (langue officielle de Saint-Marin) | Origine et statut à Saint-Marin | Aire de répartition                    | Statut UICN mondial | Image         |
| ------------------------------------------------- | ------------------------------------------------------- | ------------------------------- | -------------------------------------- | ------------------- | ------------- |
| Homo sapiens (Homme moderne) Linnaeus, 1758       | Uomo                                                    | Autochtone,                     | Aire de répartition de l'Homme moderne | [ 2 ]               | Homme moderne |

## Ordre:Lagomorphes

### Famille:Léporidés
| Nom binominal, nom vulgaire et citation d'auteurs         | Nom vulgaire italien (langue officielle de Saint-Marin) | Origine et statut à Saint-Marin | Aire de répartition                     | Statut UICN mondial | Image            |
| --------------------------------------------------------- | ------------------------------------------------------- | ------------------------------- | --------------------------------------- | ------------------- | ---------------- |
| Lepus europaeus (Lièvre d'Europe) Pallas, 1778            | Lepre comune                                            | Autochtone                      | Aire de répartition du Lièvre d'Europe  | [ 4 ]               | Lièvre d'Europe  |
| Oryctolagus cuniculus (Lapin de garenne) (Linnaeus, 1758) | Coniglio selvatico europeo                              | Allochtone (Introduit),         | Aire de répartition du Lapin de garenne | [ 6 ]               | Lapin de garenne |

## Ordre:Rodentiens

### Famille:Hystricidés
| Nom binominal, nom vulgaire et citation d'auteurs   | Nom vulgaire italien (langue officielle de Saint-Marin) | Origine et statut à Saint-Marin | Aire de répartition    | Statut UICN mondial | Image             |
| --------------------------------------------------- | ------------------------------------------------------- | ------------------------------- | ---------------------- | ------------------- | ----------------- |
| Hystrix cristata (Porc-épic à crête) Linnaeus, 1758 | Istrice                                                 | Allochtone (Introduit),         | Illustration manquante | [ 8 ]               | Porc-épic à crête |

### Famille:Myocastoridés
| Nom binominal, nom vulgaire et citation d'auteurs | Nom vulgaire italien (langue officielle de Saint-Marin) | Origine et statut à Saint-Marin | Aire de répartition             | Statut UICN mondial | Image    |
| ------------------------------------------------- | ------------------------------------------------------- | ------------------------------- | ------------------------------- | ------------------- | -------- |
| Myocastor coypus (Ragondin) (Molina, 1782)        | Nutria                                                  | Allochtone (Introduit)          | Aire de répartition du Ragondin | [ 9 ]               | Ragondin |

### Famille:Cricétidés
| Nom binominal, nom vulgaire et citation d'auteurs              | Nom vulgaire italien (langue officielle de Saint-Marin) | Origine et statut à Saint-Marin | Aire de répartition                        | Statut UICN mondial | Image               |
| -------------------------------------------------------------- | ------------------------------------------------------- | ------------------------------- | ------------------------------------------ | ------------------- | ------------------- |
| Microtus savii (Campagnol de Savi) (de Sélys Longchamps, 1838) | Arvicola di Savi                                        | Autochtone                      | Illustration manquante                     | [ 10 ]              | Campagnol de Savi   |
| Myodes glareolus (Campagnol roussâtre) Schreber, 1780          | Arvicola rossastra                                      | Autochtone                      | Aire de répartition du Campagnol roussâtre | [ 11 ]              | Campagnol roussâtre |

### Famille:Muridés
| Nom binominal, nom vulgaire et citation d'auteurs       | Nom vulgaire italien (langue officielle de Saint-Marin) | Origine et statut à Saint-Marin | Aire de répartition                    | Statut UICN mondial | Image           |
| ------------------------------------------------------- | ------------------------------------------------------- | ------------------------------- | -------------------------------------- | ------------------- | --------------- |
| Apodemus flavicollis (Mulot à collier) (Melchior, 1834) | Topo selvatico dal collo giallo                         | Autochtone                      | Aire de répartition du Mulot à collier | [ 12 ]              | Mulot à collier |
| Apodemus sylvaticus (Mulot sylvestre) (Linnaeus, 1758)  | Topo selvatico                                          | Autochtone                      | Aire de répartition du Mulot sylvestre | [ 13 ]              | Mulot sylvestre |
| Mus musculus (Souris grise) Linnaeus, 1758              | Topo comune                                             | Allochtone (Introduit)          | Aire de répartition de la Souris grise | [ 15 ]              | Souris grise    |
| Rattus norvegicus (Rat surmulot) (Berkenhout, 1769)     | Ratto norvegese                                         | Allochtone (Introduit)          | Aire de répartition du Rat surmulot    | [ 16 ]              | Rat surmulot    |
| Rattus rattus (Rat noir) (Linnaeus, 1758)               | Ratto nero                                              | Allochtone (Introduit)          | Aire de répartition du Rat noir        | [ 18 ]              | Rat noir        |

### Famille:Gliridés
| Nom binominal, nom vulgaire et citation d'auteurs     | Nom vulgaire italien (langue officielle de Saint-Marin) | Origine et statut à Saint-Marin | Aire de répartition                 | Statut UICN mondial | Image        |
| ----------------------------------------------------- | ------------------------------------------------------- | ------------------------------- | ----------------------------------- | ------------------- | ------------ |
| Glis glis (Loir gris) Linnaeus, 1766                  | Ghiro                                                   | Autochtone                      | Aire de répartition du Loir gris    | [ 19 ]              | Loir gris    |
| Eliomys quercinus (Lérot commun) (Linnaeus, 1766)     | Quercino                                                | Autochtone                      | Aire de répartition du Lérot commun | [ 20 ]              | Lérot commun |
| Muscardinus avellanarius (Muscardin) (Linnaeus, 1758) | Moscardino                                              | Autochtone                      | Aire de répartition du Muscardin    | [ 21 ]              | Muscardin    |

### Famille:Sciuridés
| Nom binominal, nom vulgaire et citation d'auteurs | Nom vulgaire italien (langue officielle de Saint-Marin) | Origine et statut à Saint-Marin | Aire de répartition                    | Statut UICN mondial | Image         |
| ------------------------------------------------- | ------------------------------------------------------- | ------------------------------- | -------------------------------------- | ------------------- | ------------- |
| Sciurus vulgaris (Écureuil roux) Linnaeus, 1758   | Scoiattolo comune                                       | Autochtone                      | Aire de répartition de l'Écureuil roux | [ 22 ]              | Écureuil roux |

## Ordre:Érinacéomorphes

### Famille:Érinacéidés
| Nom binominal, nom vulgaire et citation d'auteurs                  | Nom vulgaire italien (langue officielle de Saint-Marin) | Origine et statut à Saint-Marin | Aire de répartition                                  | Statut UICN mondial | Image                         |
| ------------------------------------------------------------------ | ------------------------------------------------------- | ------------------------------- | ---------------------------------------------------- | ------------------- | ----------------------------- |
| Erinaceus europaeus (Hérisson d'Europe occidentale) Linnaeus, 1758 | Riccio comune                                           | Autochtone                      | Aire de répartition du Hérisson d'Europe occidentale | [ 23 ]              | Hérisson d'Europe occidentale |

## Ordre:Soricomorphes

### Famille:Soricidés
| Nom binominal, nom vulgaire et citation d'auteurs           | Nom vulgaire italien (langue officielle de Saint-Marin) | Origine et statut à Saint-Marin | Aire de répartition                               | Statut UICN mondial | Image                  |
| ----------------------------------------------------------- | ------------------------------------------------------- | ------------------------------- | ------------------------------------------------- | ------------------- | ---------------------- |
| Crocidura leucodon (Crocidure leucode) (Hermann, 1780)      | Crocidura ventrebianco                                  | Autochtone                      | Aire de répartition de la Crocidure leucode       | [ 24 ]              | Crocidure leucode      |
| Crocidura suaveolens (Crocidure des jardins) (Pallas, 1811) | Crocidura minore                                        | Autochtone                      | Aire de répartition de la Crocidure des jardins   | [ 25 ]              | Crocidure des jardins  |
| Suncus etruscus (Pachyure étrusque) (Savi, 1822)            | Mustiolo etrusco                                        | Autochtone                      | Aire de répartition du Pachyure étrusque          | [ 26 ]              | Pachyure étrusque      |
| Neomys anomalus (Crossope de Miller) Cabrera, 1907          | Toporagno d'acqua mediterraneo                          | Autochtone                      | Aire de répartition de la Crossope de Miller      | [ 27 ]              | Crossope de Miller     |
| Sorex samniticus (Musaraigne des Apennins) Altobello, 1926  | Toporagno appenninico                                   | Autochtone                      | Aire de répartition de la Musaraigne des Apennins | [ 28 ]              | Illustration manquante |

### Famille:Talpidés
| Nom binominal, nom vulgaire et citation d'auteurs | Nom vulgaire italien (langue officielle de Saint-Marin) | Origine et statut à Saint-Marin | Aire de répartition                      | Statut UICN mondial | Image          |
| ------------------------------------------------- | ------------------------------------------------------- | ------------------------------- | ---------------------------------------- | ------------------- | -------------- |
| Talpa caeca (Taupe aveugle) Savi, 1822            | Talpa cieca                                             | Autochtone                      | Aire de répartition de la Taupe aveugle  | [ 29 ]              | Taupe aveugle  |
| Talpa europaea (Taupe d'Europe) Linnaeus, 1758    | Talpa europea                                           | Autochtone                      | Aire de répartition de la Taupe d'Europe | [ 30 ]              | Taupe d'Europe |

## Ordre:Chiroptères

### Famille:Molossidés
| Nom binominal, nom vulgaire et citation d'auteurs         | Nom vulgaire italien (langue officielle de Saint-Marin) | Origine et statut à Saint-Marin | Aire de répartition                       | Statut UICN mondial | Image              |
| --------------------------------------------------------- | ------------------------------------------------------- | ------------------------------- | ----------------------------------------- | ------------------- | ------------------ |
| Tadarida teniotis (Molosse de Cestoni) (Rafinesque, 1814) | Molosso di Cestoni                                      | Autochtone                      | Aire de répartition du Molosse de Cestoni | [ 31 ]              | Molosse de Cestoni |

### Famille:Rhinolophidés
| Nom binominal, nom vulgaire et citation d'auteurs             | Nom vulgaire italien (langue officielle de Saint-Marin) | Origine et statut à Saint-Marin | Aire de répartition                       | Statut UICN mondial | Image              |
| ------------------------------------------------------------- | ------------------------------------------------------- | ------------------------------- | ----------------------------------------- | ------------------- | ------------------ |
| Rhinolophus euryale (Rhinolophe euryale) Blasius, 1853        | Ferro di cavallo euriale                                | Autochtone                      | Aire de répartition du Rhinolophe euryale | [ 32 ]              | Rhinolophe euryale |
| Rhinolophus ferrumequinum (Grand Rhinolophe) (Schreber, 1774) | Ferro di cavallo maggiore                               | Autochtone                      | Aire de répartition du Grand Rhinolophe   | [ 33 ]              | Grand Rhinolophe   |
| Rhinolophus hipposideros (Petit Rhinolophe) (Bechstein, 1800) | Ferro di cavallo minore                                 | Autochtone                      | Aire de répartition du Petit Rhinolophe   | [ 34 ]              | Petit Rhinolophe   |

### Famille:Vespertilionidés
| Nom binominal, nom vulgaire et citation d'auteurs                             | Nom vulgaire italien (langue officielle de Saint-Marin) | Origine et statut à Saint-Marin | Aire de répartition                                | Statut UICN mondial | Image                       |
| ----------------------------------------------------------------------------- | ------------------------------------------------------- | ------------------------------- | -------------------------------------------------- | ------------------- | --------------------------- |
| Miniopterus schreibersii (Minioptère de Schreibers) (Kuhl, 1817)              | Miniottero                                              | Autochtone                      | Aire de répartition du Minioptère de Schreibers    | [ 35 ]              | Minioptère de Schreibers    |
| Myotis bechsteinii (Murin de Bechstein) (Kuhl, 1817)                          | Vespertilio di Bechstein                                | Autochtone                      | Aire de répartition du Murin de Bechstein          | [ 36 ]              | Murin de Bechstein          |
| Myotis blythii (Petit Murin) (Tomes, 1857)                                    | Vespertilio minore                                      | Autochtone,                     | Aire de répartition du Petit Murin                 | [ 37 ]              | Petit Murin                 |
| Myotis daubentonii (Murin de Daubenton) (Kuhl, 1817)                          | Vespertilio di Daubenton                                | Autochtone                      | Aire de répartition du Murin de Daubenton          | [ 38 ]              | Murin de Daubenton          |
| Myotis emarginatus (Murin à oreilles échancrées) (É. Geoffroy, 1806)          | Vespertilio smarginato                                  | Autochtone                      | Aire de répartition du Murin à oreilles échancrées | [ 39 ]              | Murin à oreilles échancrées |
| Myotis myotis (Grand Murin) (Borkhausen, 1797)                                | Vespertilio maggiore                                    | Autochtone                      | Aire de répartition du Grand Murin                 | [ 40 ]              | Grand Murin                 |
| Myotis nattereri (Murin de Natterer) (Kuhl, 1817)                             | Vespertilio di Natterer                                 | Autochtone                      | Aire de répartition du Murin de Natterer           | [ 41 ]              | Murin de Natterer           |
| Eptesicus serotinus (Sérotine commune) (Schreber, 1774)                       | Serotino comune                                         | Autochtone                      | Aire de répartition de la Sérotine commune         | [ 42 ]              | Sérotine commune            |
| Nyctalus noctula (Noctule commune) (Schreber, 1774)                           | Nottola comune                                          | Autochtone                      | Aire de répartition de la Noctule commune          | [ 43 ]              | Noctule commune             |
| Pipistrellus kuhlii (Pipistrelle de Kuhl) (Kuhl, 1817)                        | Pipistrello albolimbato                                 | Autochtone                      | Aire de répartition de la Pipistrelle de Kuhl      | [ 44 ]              | Pipistrelle de Kuhl         |
| Pipistrellus nathusii (Pipistrelle de Nathusius) (Keyserling & Blasius, 1839) | Pipistrello di Nathusius                                | Autochtone                      | Aire de répartition de la Pipistrelle de Nathusius | [ 45 ]              | Pipistrelle de Nathusius    |
| Pipistrellus pipistrellus (Pipistrelle commune) (Schreber, 1774)              | Pipistrello nano                                        | Autochtone                      | Aire de répartition de la Pipistrelle commune      | [ 46 ]              | Pipistrelle commune         |
| Barbastella barbastellus (Barbastelle d'Europe) (Schreber, 1774)              | Barbastello                                             | Autochtone                      | Aire de répartition de la Barbastelle d'Europe     | [ 47 ]              | Barbastelle d'Europe        |
| Plecotus auritus (Oreillard roux) (Linnaeus, 1758)                            | Orecchione comune                                       | Autochtone                      | Aire de répartition de l'Oreillard roux            | [ 48 ]              | Oreillard roux              |
| Plecotus austriacus (Oreillard gris) (J. Fischer, 1829)                       | Orecchione meridionale                                  | Autochtone                      | Aire de répartition de l'Oreillard gris            | [ 49 ]              | Oreillard gris              |
| Hypsugo savii (Vespère de Savi) (Bonaparte, 1837)                             | Pipistrello di Savi                                     | Autochtone                      | Aire de répartition de la Vespère de Savi          | [ 50 ]              | Vespère de Savi             |

## Ordre:Artiodactyles

### Famille:Cervidés
| Nom binominal, nom vulgaire et citation d'auteurs         | Nom vulgaire italien (langue officielle de Saint-Marin) | Origine et statut à Saint-Marin | Aire de répartition                       | Statut UICN mondial | Image              |
| --------------------------------------------------------- | ------------------------------------------------------- | ------------------------------- | ----------------------------------------- | ------------------- | ------------------ |
| Capreolus capreolus (Chevreuil européen) (Linnaeus, 1758) | Capriolo                                                | Autochtone                      | Aire de répartition du Chevreuil européen | [ 51 ]              | Chevreuil européen |

### Famille:Suidés
| Nom binominal, nom vulgaire et citation d'auteurs | Nom vulgaire italien (langue officielle de Saint-Marin) | Origine et statut à Saint-Marin | Aire de répartition                       | Statut UICN mondial | Image              |
| ------------------------------------------------- | ------------------------------------------------------- | ------------------------------- | ----------------------------------------- | ------------------- | ------------------ |
| Sus scrofa (Sanglier d'Eurasie) Linnaeus, 1758    | Cinghiale                                               | Autochtone                      | Aire de répartition du Sanglier d'Eurasie | [ 52 ]              | Sanglier d'Eurasie |

## Ordre:Carnivores

### Famille:Canidés
| Nom binominal, nom vulgaire et citation d'auteurs | Nom vulgaire italien (langue officielle de Saint-Marin) | Origine et statut à Saint-Marin | Aire de répartition                | Statut UICN mondial | Image       |
| ------------------------------------------------- | ------------------------------------------------------- | ------------------------------- | ---------------------------------- | ------------------- | ----------- |
| Canis lupus (Loup gris) Linnaeus, 1758            | Lupo grigio                                             | Autochtone                      | Aire de répartition du Loup gris   | [ 53 ]              | Loup gris   |
| Vulpes vulpes (Renard roux) (Linnaeus, 1758)      | Volpe rossa                                             | Autochtone                      | Aire de répartition du Renard roux | [ 54 ]              | Renard roux |

### Famille:Ursidés
| Nom binominal, nom vulgaire et citation d'auteurs | Nom vulgaire italien (langue officielle de Saint-Marin) | Origine et statut à Saint-Marin | Aire de répartition                | Statut UICN mondial | Image     |
| ------------------------------------------------- | ------------------------------------------------------- | ------------------------------- | ---------------------------------- | ------------------- | --------- |
| Ursus arctos (Ours brun) Linnaeus, 1758           | Orso bruno                                              | Autochtone (Disparu),           | Aire de répartition de l'Ours brun | [ 55 ]              | Ours brun |

### Famille:Mustélidés
| Nom binominal, nom vulgaire et citation d'auteurs | Nom vulgaire italien (langue officielle de Saint-Marin) | Origine et statut à Saint-Marin | Aire de répartition                        | Statut UICN mondial | Image             |
| ------------------------------------------------- | ------------------------------------------------------- | ------------------------------- | ------------------------------------------ | ------------------- | ----------------- |
| Lutra lutra (Loutre commune) (Linnaeus, 1758)     | Lontra europea                                          | Autochtone                      | Aire de répartition de la Loutre commune   | [ 56 ]              | Loutre commune    |
| Martes foina (Fouine) (Erxleben, 1777)            | Faina                                                   | Allochtone,                     | Aire de répartition de la Fouine           | [ 58 ]              | Fouine            |
| Meles meles (Blaireau européen) (Linnaeus, 1758)  | Tasso                                                   | Autochtone                      | Aire de répartition du Blaireau européen   | [ 59 ]              | Blaireau européen |
| Mustela nivalis (Belette d'Europe) Linnaeus, 1766 | Donnola                                                 | Autochtone                      | Aire de répartition de la Belette d'Europe | [ 60 ]              | Belette d'Europe  |
| Mustela putorius (Putois d'Europe) Linnaeus, 1758 | Puzzola europea                                         | Autochtone                      | Aire de répartition du Putois d'Europe     | [ 61 ]              | Putois d'Europe   |